# Church of the Ascension (Hamilton)
Die Church of the Ascension ist ein Kirchengebäude der Anglikanischen Kirche von Kanada in der Stadt Hamilton, Ontario. Sie ist ein geschütztes Kulturdenkmal und unter der Adresse 64, Forest Ave., Hamilton, Ontario, L8N, Canada zu finden.

## Geschichte
Die um 1850 bis 1851 von dem Unternehmen Cumberland and Ridout erbaute neugotische Kirche aus Stein und die beiden bis 1901 erbauten zugehörigen Sonntagsschulgebäude befinden sich in der südlichen Innenstadt von Hamilton.
Die Kirche war die zweite in Hamilton erbaute anglikanische Kirche und ist typisch für die Bauweise der beiden Unternehmer Frederick Cumberland (1820–1881) und Thomas Ridout (1828–1905). Der Kaufmann Richard Juson, der das Grundstück zur Verfügung stellte und den Bau finanziell maßgeblich unterstützte, wurde einer der ersten Kirchenvorstände.
Die Grundsteinlegung erfolgte am 9. Mai 1850 (Himmelfahrtstag), den ersten Gottesdienst feierte man am 22. Juni 1851, bei dem Reverend John Strachan predigte.
Der Kirchturm mit Geläut wurde ab 1860 angebaut. Im Jahr 1887 zerstörte ein Brand die Innenausstattung der Kirche. Im Zuge der Renovierungsarbeiten wurde ein neuer Altarraum eingebaut.
Die beiden Sonntagsschulgebäude entwarfen zwei Architekten aus Hamilton; das ältere von Frederick Rastrick (1872) entworfene ist mit der Kirche über einen Wandelgang verbunden. Das jüngere Gebäude entwarf Charles Mills (1901). Die großteils aus Bauschutt und Bruchsteinen errichteten Bauten sind auf der nordöstlichen Seite durch einen Rundbau verbunden.

## Denkmaleinstufung
Die Kirche in der Nachbarschaft eines von Gebäuden aus dem 19. Jahrhundert dominierten Stadtteils wird durch eine Steinmauer entlang der John Street und Charlton Avenue abgetrennt. Im Nordbereich ist sie über eine Steintreppe zugänglich. Der südliche Eingang trennt die Kirche von den Sonntagsschulgebäuden, wobei der Innenhof dem Gebäudeensemble ein klösterliches Aussehen verleiht.
Das Bauensemble mit seinem viktorianischen Erscheinungsbild ist ein geschütztes Kulturdenkmal. Die Inneneinrichtung der Kirche wurde in den letzten Jahren umfassend renoviert.

## Ausstattung
Die Kirche ist in der für Cumberland and Ridout typischen Innen-/Außen-Architektur im Stil der Gothic Revival gestaltet. Viele Steine sind dekorativ bearbeitet, die Türen spitzbogenförmig, die Fenster kleeblattförmig und spitzbogenförmig gehalten.
Ein Wandelgang führt von der Kirche zum älteren Sonntagsschulgebäude. Dieses besitzt Spitzbogenfenster im zweiten Stockwerk und zweiteilige Holzfenster im Erdgeschoss mit dekorativen Bogenzwickeln aus Holz zwischen den oberen und unteren Fenstern an der östlichen Fassade.